# أحمد فايز مرزوق
أحمد فايز مرزوق (ولد في 6 سبتمبر 1979) هو لاعب قفز طويل سعودي. أفضل رقم حققه هو 8.39 متر في أغسطس من العام 2006 في لمغو. فاز ببرونزية ألعاب القوى في دورة الألعاب الآسيوية 2006 وأنهى مسابقة الوثب الطويل في بطولة العالم لألعاب القوى 2007 في المركز الثامن. وفاز بالميدالية الذهبية بالوثب الطويل في دورة الألعاب الآسيوية داخل الصالات 2009 برقم 7.96 متر. تم إيقافه في يونيو 2010 بعد فشله في اختبار المنشطات بعد تعاطيه للأمفيتامين.

## روابط خارجية
- أحمد فايز مرزوق على موقع الاتحاد الدولي لألعاب القوى (الإنجليزية)